# 아케론강

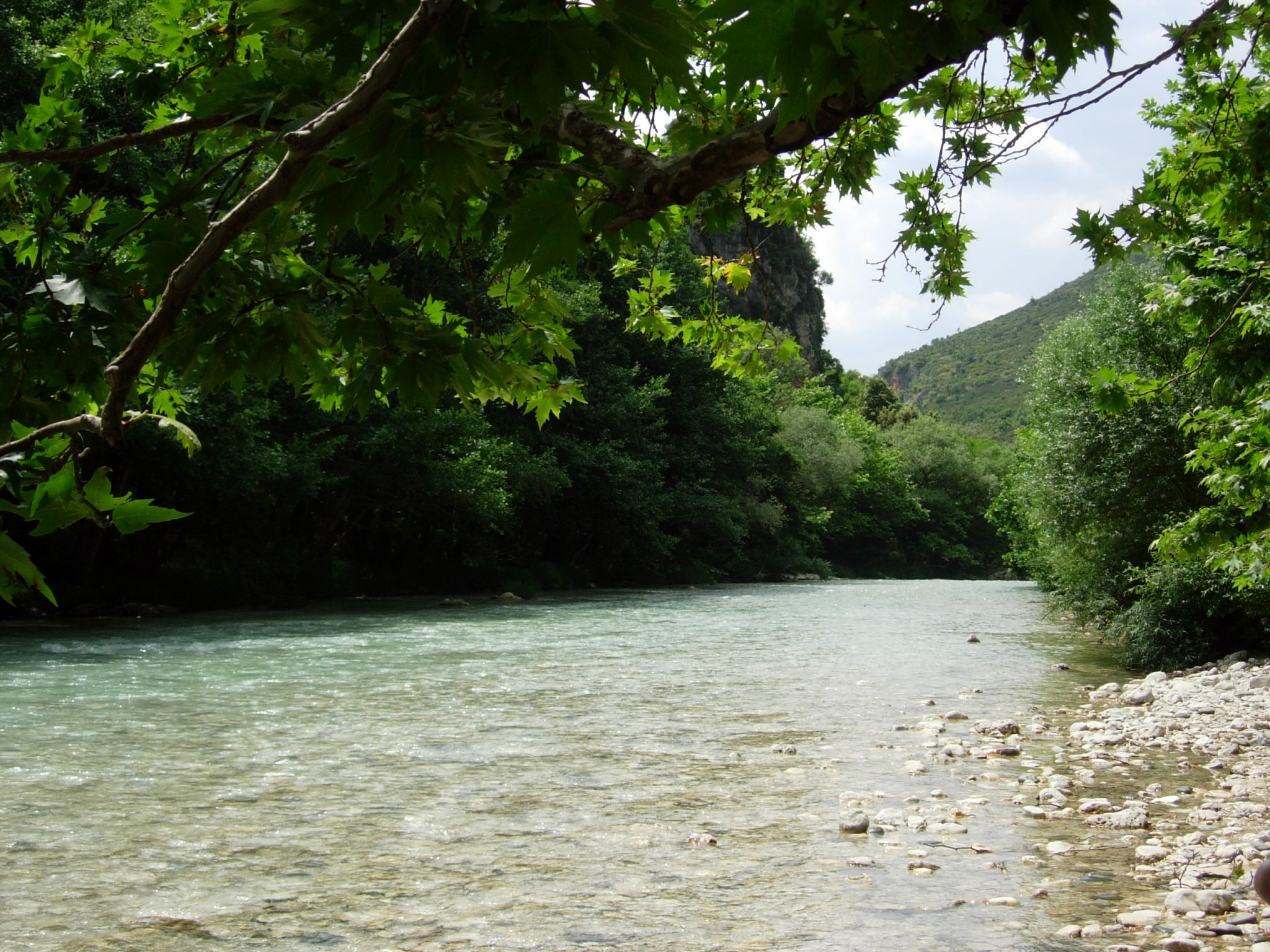
아케론강

아케론강(고대 그리스어: Ἀχέρων (Acheron), Ἀχερούσιος (Acherusius), 그리스어: Αχέροντας (Acherontas), 영어: Acheron)은 그리스 이피로스주에 있는 강으로, 그리스 신화에 등장하기도 한다. 하데스 왕국의 다섯 강은 상징적인 의미를 가지는데, 그 중 아케론강은 슬픔과 비통함을 상징한다.

## 같이 보기
- 에레보스
  - 코퀴토스강
  - 플레게톤강
  - 스틱스강
  - 레테강
- 타나토스